# Yor, myśliwy z przyszłości
Yor, myśliwy z przyszłości (ang. Yor, the Hunter from the Future) – film przygodowy z 1983 roku w reżyserii Antonio Margheritiego.  Adaptacja komiksu autorstwa Juana Zanotto i Raya Collinsa.

## O filmie
Bohaterem filmu jest Yor, prehistoryczny wojownik z piżmowymi włosami. Poszukuje on prawdy o swych korzeniach i tajemniczym medalionie, który nosi na szyi. Gdy dowiaduje się o istnieniu pustynnej wróżki, która nosi podobno dokładnie taki sam medalion, decyduje, że musi ją odnaleźć, by poznać swoją tożsamość.
Yor, myśliwy z przyszłości to film z pogranicza prehistorycznego fantasy i science fiction. Zdjęcia kręcono na terenie Kapadocji (Turcja).

## Obsada
- Corinne Clery – Ka-Laa
- Reb Brown – Yor
- Nello Pazzafini – Tribal Elder
- Paul Costello – Ślepiec
- Ludovico Della Jojo
- Sergio Nicolai – Kay
- Marina Rocchi – Tarita
- Aytekin Akkaya
- Ayshe Gul – Roa
- Luciano Pigozzi – Pag
- Carole André – Ena
- John Steiner – Overlord

## Dodatkowe informacje
- Odtwórca głównej roli, Reb Brown, otrzymał nominację do Złotej Maliny w kategorii najgorszy debiut aktorski w 1983 roku.